# Shit happens

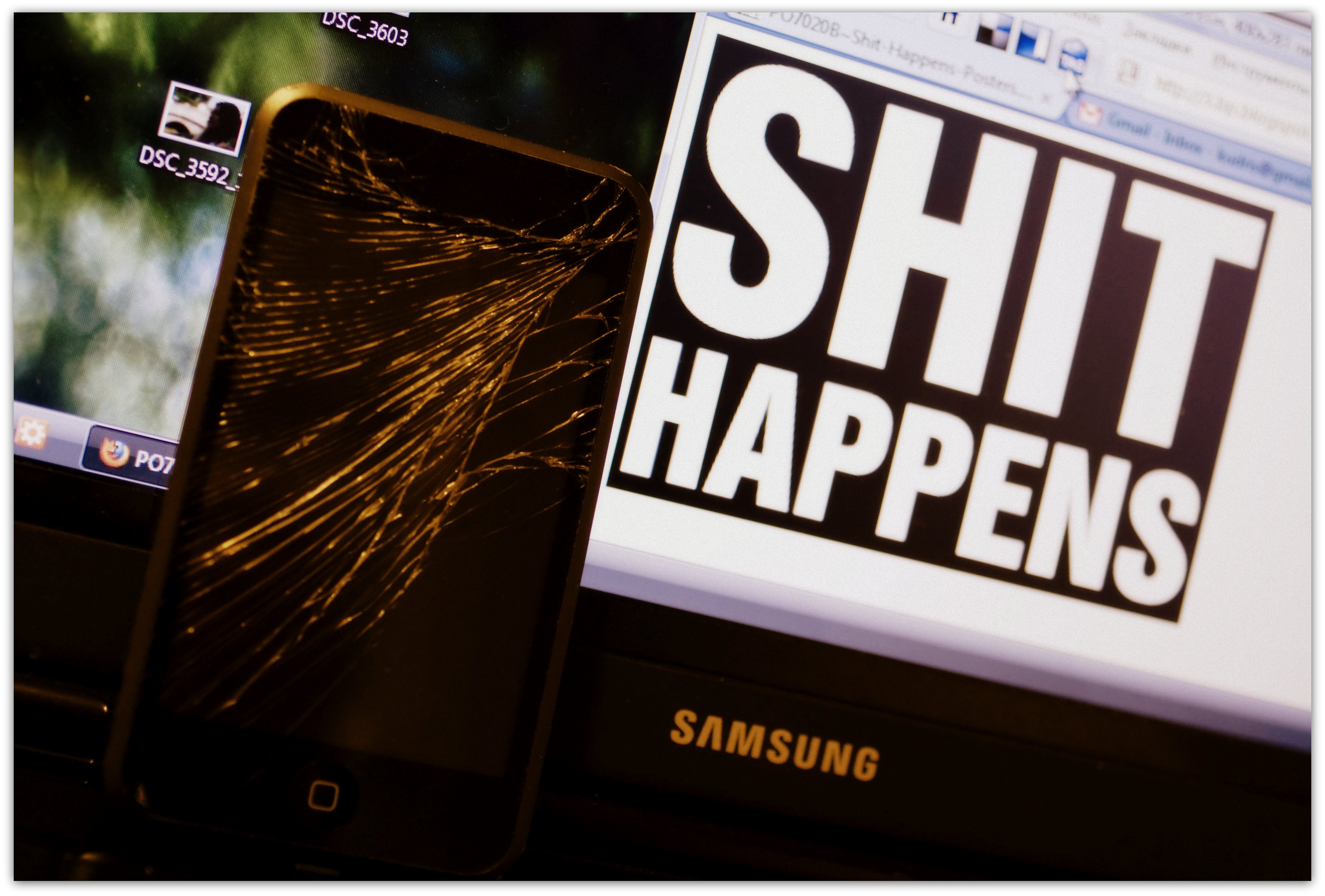
Schmerzhafte Verluste durch Unfälle und Zufälle sind Teil des Lebens. Hier der Sturz eines Smartphones.

Shit happens ist eine englischsprachige Redewendung (Anglizismus), die in ihrer originalen Form in den deutschen Sprachgebrauch übernommen wurde. Im Deutschen könnte sie mit „Scheiße passiert [eben]“, im Sinne von „dumm gelaufen“, „so ein Mist!“ übersetzt werden. Im Französischen würde in ähnlichen Situationen C’est la vie gesagt. Die Redewendung beschreibt das unvermeidliche Auftreten von Ärgernissen oder Rückschlägen. Sie wird oft eingesetzt, um auszudrücken, dass selbst gute Planung Probleme nicht ausschließt und Betroffene daran nicht verzweifeln sollen. Die Phrase ist Bestandteil der Umgangssprache, wird überwiegend aber nicht als Vulgärsprache oder obszön beschrieben.

## Herkunft
Der Ursprung der Redewendung ist unbekannt. Die heute als abgeschwächtes Synonym verwendete Phrase stuff happens wurde bereits 1944 in Lee Thayers Buch Five Bullets verwendet. 1969 nutzten auch Jean und Robert Hersey (These Rich Years) diese Redewendung. In einem Buch zur Umgangssprache an einer Universität wurde der Begriff shit happens erstmals 1983 von Connie Eble aufgeführt. Eble bezieht sich auf damals übliche Slangausdrücke an der University of North Carolina in Chapel Hill. Als gesichert gilt, dass die Phrase in den USA geprägt wurde. Sie wurde dort Mitte bis Ende der 1980er Jahre sehr populär. Zunächst verwendeten den Begriff vorwiegend Studenten, später auch Ältere. Als Stoßstangenaufkleber war er weit verbreitet. Im Jugendsprachgebrauch wird heute auch die Abkürzung SH genutzt. In Großbritannien wird die Redewendung häufig erweitert: Fuck it. Shit happens; auch hier gibt es eine abgekürzte Variante: FISH. In Australien ist die erweiterte Form Shit happens, then you die verbreitet. Diese Wendung wird auch im Film Das Messer am Ufer von Tim Hunter verwendet. Eine weitere Variante ist: FISHMO – Fuck It, Shit Happens, Move On.

## Bedeutung
Die Redewendung ist in den allgemeinen Sprachgebrauch übergegangen und beschreibt die ständige Möglichkeit eines unerwarteten Ereignisses, das als negativ empfunden wird. Solche Situationen sind unvermeidliche Bestandteile des Lebens und als solche zu akzeptieren: Shit happens, that’s life! Der Ausdruck hat damit sowohl tröstenden als auch euphemistischen Charakter. Der Trost bezieht Schicksalsvorstellungen (in stärkster Ausprägung: Fatalismus) mit ein: Shit happens. You can’t stop fate.
In der philosophischen Auseinandersetzung mit Verschwörungstheorien bezeichnet der Ausdruck ein diesen diametral entgegenstehendes Weltverständnis. Der amerikanische Philosoph Brian L. Keeley stellt 1999 in einem viel diskutierten Aufsatz fest, verschwörungstheoretisches Denken sei unter anderem dadurch gekennzeichnet, dass es zwischen verschiedensten Phänomenen kausale Zusammenhänge vermute, mit denen das daraus vermeintlich resultierende Ereignis erklärt werde. Es sei nachgerade eine „Leistung“ („virtue“) von Verschwörungstheorien, allen Ereignissen einen von Menschen gemachten Sinn zu unterstellen, auch wenn sie mit radikalem Misstrauen gegenüber allen Vertrauen beanspruchenden Institutionen erkauft sei, die „offizielle“, nicht-verschwörungstheoretische Erklärungen anböten. Diesem nihilistischen Skeptizismus der Verschwörungstheorien stellt Keeley die „absurdistische“ Weltsicht gegenüber, wonach die Ereignisse der Weltgeschichte aus keinem nachvollziehbaren Grund eintreten würden, sondern auf mehr oder weniger unglückliche Zufälle und Kontingenzen zurückgeführt werden: „Shit happens“.

## Medienwirksame Verwendung (Auswahl)
Der australische Politiker Tony Abbott bezog sich im Februar 2011 im afghanischen Tarin Kut in einem Gespräch mit dem US-Offizier James Creighton auf den Tod des australischen Hauptgefreiten (Lance Corporal) Jared MacKinney, der in einem Feuergefecht mit Taliban-Kämpfern im August 2010 gefallen war: It’s pretty obvious that, well, sometimes shit happens, doesn’t it? Die Formulierung war von dem australischen Fernsehsender Channel Seven ausgestrahlt worden und erregte in Australien großes Aufsehen. Abbott kritisierte später den Sender für die Verbreitung der Aussage, ohne deren Einbindung in den Kontext des damaligen Gespräches berücksichtigt zu haben. Die Witwe des getöteten Soldaten akzeptierte eine Entschuldigung Abbotts für die missglückte Formulierung.
Ein weiteres öffentlich thematisiertes Vorkommnis in Australien betraf den Selbstmord der Krankenschwester Jacintha Saldanha, die sich als Folge eines Telefonscherzes zum Gesundheitszustand von Kate Middleton im Dezember 2012 erhängt hatte. Der Geschäftsführer der australischen Mediengruppe, zu der der Radiosender gehörte, dessen Moderatoren Saldanha getäuscht hatten, hatte den Selbsttötungsvorgang auf der Generalversammlung des Unternehmens mit shit happens kommentiert.
In der Regenbogenpresse wurde im Juli 2014 weltweit über den Kommentar (Shit happens) Robert Pattinsons zur Trennung von Kristen Stewart berichtet. Einen Spielfehler des FC-Schalke-04-Torwarts Timo Hildebrand ansprechend, benutzte Chelsea-Trainer Jose Mourinho 2013 in tröstender Absicht dieselbe Redewendung.
In Deutschland zitierten im Januar 2007 viele Leitmedien – meist in der Überschrift – den Kommentar des SPD-Generalsekretärs Hubertus Heil (Shit happens) zur verpassten Wiesbadener Oberbürgermeisterwahl aufgrund einer Fristverletzung. Medialen Widerhall fand auch die Verwendung der Redewendung durch Kirkels Bürgermeister Frank John, als er im Dezember 2014 vom ZDF auf einen Planungsfehler beim Bau eines Feuerwehrhauses angesprochen wurde. Als Daimler-Konzernchef Jürgen Schrempp nach einer Abstimmungsniederlage zur weiteren Finanzierung der Daimler-Beteiligung Mitsubishi im Jahr 2004 laut über seinen Rücktritt nachdachte, kommentierte dessen Vorstandskollege Wolfgang Bernhard höhnisch: Tja, Jürgen, so ist das. Shit happens. Diese Aussage wurde von Medien als einer der Gründe für das Karriereende Bernhards bei Daimler verantwortlich gemacht. Der Schlagersänger Matthias Reim stellte zu seiner Insolvenz im Jahr 2006 fest: Shit happens und weiter geht’s.

## Trivia

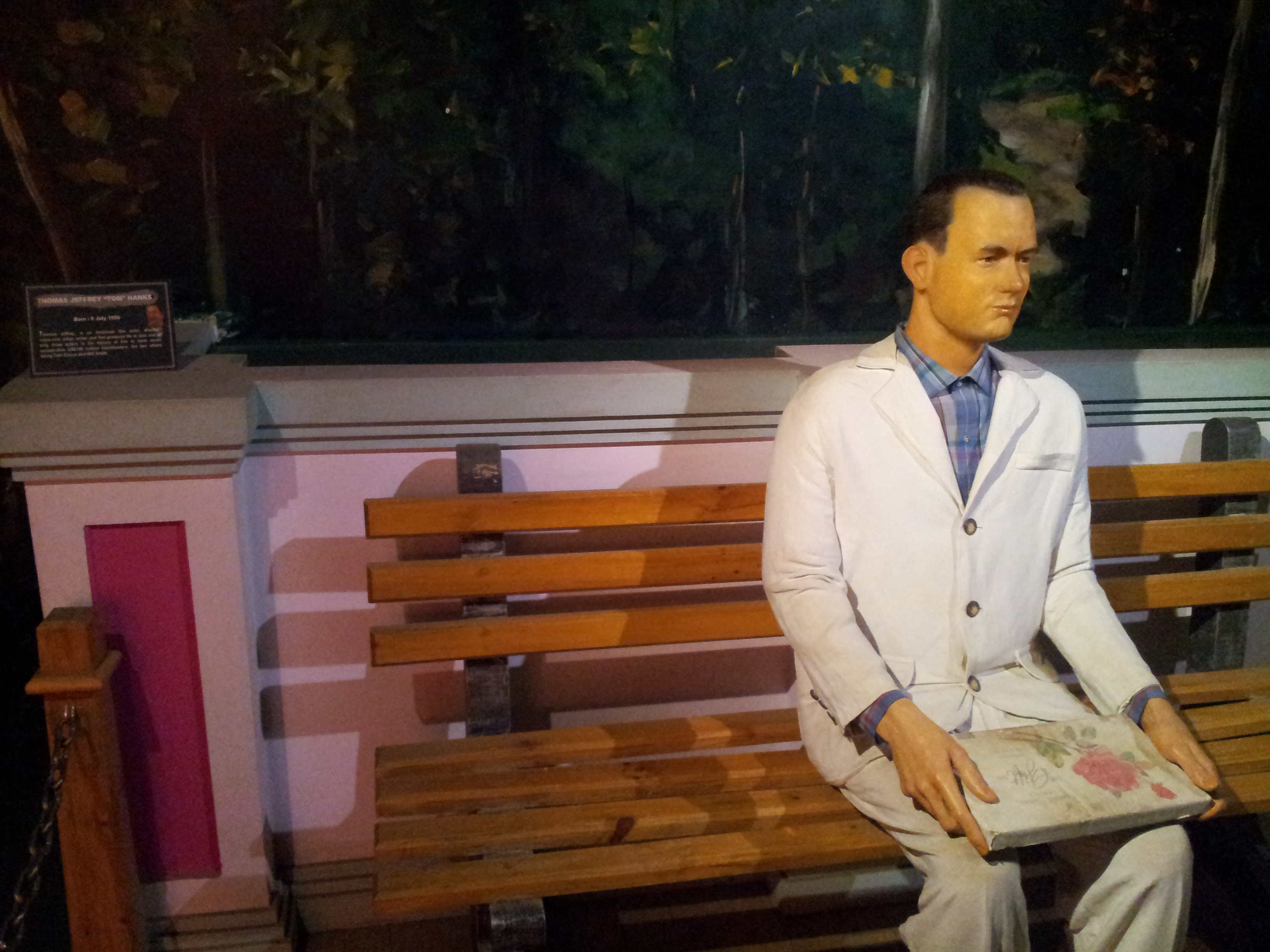
Die fiktive Filmfigur Forrest Gump (hier in Wachs nachgestellt), die im gleichnamigen Film die Erfindung des Shit-happens-Aufklebers anregte

- Im gleichnamigen Spielfilm tritt Forrest Gump (gespielt von Tom Hanks) beim Joggen in Hundekot und wird im anschließenden Gespräch zum zufälligen Schöpfer des später populären Ausspruchs.
- Eine Cartoonserie von Ralph Ruthe trägt den Titel Shit happens![25]
- Dem Philosophen David Hume wird der lateinische Ausdruck Stercus accidit zugeschrieben,[26] der heute als lateinisches Pendant zu Shit happens gilt.

## Ähnliche Redewendungen
- Murphys Gesetz